# Gymnobela micraulax
Gymnobela micraulax é uma espécie de gastrópode do gênero Gymnobela, pertencente a família Raphitomidae.